# Liaolin
Liaolin (kinesiska: 料林乡, 料林) är en socken i Kina. Den ligger i provinsen Sichuan, i den sydvästra delen av landet, omkring 200 kilometer sydväst om provinshuvudstaden Chengdu. Antalet invånare är 5 581. Befolkningen består av 2 597 kvinnor och 2 984 män. Barn under 15 år utgör 17,0 %, vuxna 15-64 år 72 %, och äldre över 65 år 9,0 %.
Genomsnittlig årsnederbörd är 1 227 millimeter. Den regnigaste månaden är juli, med i genomsnitt 264 mm nederbörd, och den torraste är januari, med 8 mm nederbörd.